# Bun’ya-chōsei-hō
Das Bun’ya-chōsei-hō (jap. 分野調整法, dt. etwa: „Geschäftsfelder-Regulierungsgesetz“), amtlicher Gesetzestitel: Chūshō kigyō no jigyō katsudō no kikai no kakuho no tame no daiki gyōsha no jigyō katsudō no chōsei ni kan suru hōritsu, ist ein geltendes japanisches Gesetz, das Großunternehmen darin einschränkt in von kleinen und mittelständischen Unternehmen (KMU) dominierten Geschäftsfeldern zu operieren.

## Geschichte
Da KMUs im Vergleich zu Großunternehmen wirtschaftlich benachteiligt sind, beschloss die japanische Regierung 1963 mit dem Chūshō-kigyō-kihon-hō (中小企業基本法, dt. „KMU-Grundlagengesetz“) ein Gesetz, das allgemeine Richtlinien zur Klein- und Mittelstandsförderung vorgab, darunter Finanzierungsanschübe zur Modernisierung der Anlagen, Technologieförderung und Einrichtung eines Beratungsausschusses (中小企業政策審議会, chūshō kigyō seisaku shingikai) im Wirtschaftsministerium. Mit dem 1973 erlassenen Daikibo-kōritempo-hō (大規模小売店舗法, dt. „Großeinzelhandelslädengesetz“) – im Jahr 1991 auf Druck der USA eingeschränkt und 2000 aufgehoben –, begann die Regierung, Handelsketten zugunsten kleiner Einzelhändler zu regulieren. Mit diesem Gesetz wurden Warenhausketten verpflichtet, wenn sie beabsichtigten, ein neues Warenhaus zu eröffnen, dieses Vorhaben vorab den Behörden zu melden, die dann nach Rückkopplung mit der örtlichen IHK die Auswirkungen auf die kleinen Einzelhändler überprüften und festlegten, ob, wann und wie (z. B. durch Reduzierung der Ladenfläche) das Warenhaus eröffnen durfte.
Damit wurde ein erster Schritt getan, die Geschäftsaktivitäten von Großunternehmen zugunsten von KMUs einzuschränken. Daran angelehnt wurde am 25. Juni 1977 schließlich das Bun’ya-chōsei-hō verkündet, das ein ähnliches Prozedere vorschreibt, die Regulierung jedoch auf die Geschäftstätigkeiten aller Großunternehmen ausdehnt.

## Inhalt
Intention des Gesetzes ist es, dass Großunternehmen bei Ausdehnung ihres Geschäftsbereichs nicht die Stabilität von KMUs gefährden und die Chancengleichheit der Geschäftstätigkeiten von KMUs angemessen sicherstellen (§1).
KMUs im Sinne des Gesetzes sind dabei definiert als (§2):
- herstellende Unternehmen, Bauunternehmen, Transportunternehmen oder ähnliche mit einem Kapital von weniger als 300 Mio. Yen und weniger als 300 Angestellten; oder
- Großhandelsunternehmen mit einem Kapital von weniger als 100 Mio. Yen und weniger als 100 Angestellten; oder
- Dienstleistungsunternehmen mit einem Kapital von weniger als 50 Mio. Yen und weniger als 100 Angestellten; oder
- Einzelhandelsunternehmen mit einem Kapital von weniger als 50 Mio. Yen und weniger als 50 Angestellten.

Wenn ein Großunternehmen eine neue Geschäftstätigkeit aufnehmen oder ausdehnen will, darf dieses nicht die Interessen von KMUs verletzen (§3). Beide Parteien sind dabei angehalten eventuelle Streitigkeiten im Vorfeld gütig auszuräumen (§4). Ist dieses nicht möglich, können die betroffenen KMUs beim zuständigen Präfekturgouverneur auf regionaler Ebene oder dem zuständigen Minister auf nationaler Ebene Beschwerde einreichen (§5). Der Minister kann dann anordnen die Aufnahme oder Ausdehnung der Geschäftstätigkeit aufzuschieben oder in ihrem Umfang zu reduzieren. Wenn nötig kann er dabei einen KMU-Politikausschuss zu Rate ziehen (§7).
Auf nationaler Ebene wurde dieser Ausschuss am 24. September 1977 als Chūshō kigyō bun’yatō chōsei shingikai (中小企業分野等調整審議会, dt. „Beratungsausschuss zur Regulierung von KMU-Geschäftsfeldern usw.“) unter dem Wirtschaftsministerium eingerichtet, dem 16 Personen aus hauptsächlich verschiedenen Interessenvertretungen des Mittelstandes angehören, die auf jeweils zwei Jahre ernannt werden. Tatsächlich wurde dieser seit seinem Bestehen bis min. 1995 kein einziges Mal konsultiert, vor allem weil der zuständige Minister das Recht hat während der Verhandlungen beider Parteien „Empfehlungen“ auszusprechen.

## Beispiele
Verschiedene Produkte werden auf Grund des Gesetzes ausschließlich, wie Limonade (Ramune), oder zum großen Teil, wie Tofu oder in Flaschen abgefüllter Kaffee, von kleinen oder mittelständischen Unternehmen produziert. Als beispielsweise das Großunternehmen Morinaga Nyūgyō beabsichtigte in die Tofu-Produktion einzusteigen, wurde es nach Intervention der Tofu-Hersteller verpflichtet nicht mehr als 50.000 Stück pro Jahr zu produzieren.